# Euridice (Rinuccini)
Euridice è una tragedia in versi scritta attorno al 1600 da Ottavio Rinuccini, che costituisce il libretto del primo melodramma storicamente documentato.

## Storia

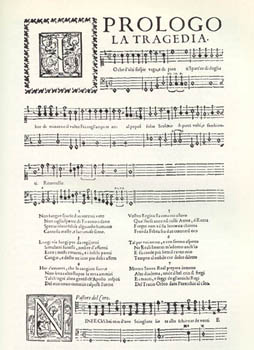
Euridice di Jacopo Peri: Prologo

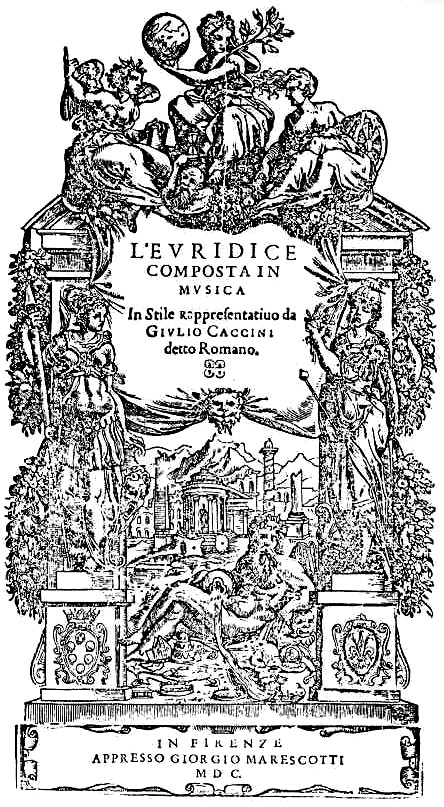
Frontespizio dell'Euridice di Giulio Caccini

Il testo di Rinuccini fu scritto in occasione del matrimonio di Maria de' Medici con Enrico IV di Francia e, musicato da Jacopo Peri e Giulio Caccini, fu rappresentato per la prima volta a Firenze, in Palazzo Pitti, il 6 ottobre 1600. L'Euridice musicata da Jacopo Peri e Giulio Caccini è pertanto il primo melodramma, nel puro senso del termine, la cui messa in scena sia storicamente documentata, e ad essa viene pertanto riferito l'inizio del teatro in musica. Pertanto il testo di Rinuccini è considerato uno dei primi libretti d'opera, ma non il primo in senso assoluto. Infatti il Rinuccini, un poeta assiduo della Camerata de' Bardi, aveva già composto attorno al 1595 un "libretto": una Dafne musicata dallo stesso Peri. In seguito a discordie tra i due compositori, anche Giulio Caccini, il quale aveva contribuito all'Euridice dell'ottobre 1600 con alcune arie (l'aria di Euridice, l'aria del pastore e il coro "Al canto, al ballo") pubblicò, nello stesso anno, una sua partitura dell'opera, e si attribuì il primato dell'invenzione del recitar cantando.

## Il testo
Dal punto di vista strutturale, l'Euridice del Rinuccini è molto differente dai libretti del XVIII e XIX secolo. Si tratta infatti di un unico lungo testo in versi settenari ed endecasillabi alternati liberamente, senza divisione in atti. Non sono facilmente identificabili strutture simili alle arie. Il Rinuccini introduce la personificazione della "Tragedia" a cantare un prologo introduttivo. Dopo il prologo, la scena è quella di un dramma pastorale: si celebrano infatti le nozze di Orfeo ed Euridice. Per non turbare la gioia del matrimonio reale festeggiato a Firenze, la vicenda volge a un lieto fine, antitetico alla versione del mito greco, nella quale, perduta per sempre Euridice, Orfeo ripudia l'amore, e le donne inferocite si vendicano e lo fanno letteralmente a pezzi.